# Оперный театр Дортмунда
Оперный театр Дортмунда (нем. Opernhaus Dortmund) был открыт в 1966 году и находится в ведении организации Театр Дортмунда. Нынешнее здание заменило более раннее, открытое в 1904 году и разрушенное во время Первой мировой войны. 
Архитекторы Генрих Роскоттен и Эдгар Триттхарт спроектировали строение театра в модернистском стиле. Сценический дом (нем. Bühnenhaus), включающий в себя сцену и технические зоны, имеет преимущественно прямоугольную форму и отделён от зрительного зала, расположенного под раковинообразной перекрытием-оболочкой.

## Открытие
Новое здание Оперного театра открылось 3 марта 1966 года и предназначалось для постановок опер, балетов, концертов и спектаклей, требующих большой сцены. Первым спектаклем в его стенах стала опера Рихарда Штрауса Кавалер розы, впервые исполненная в 1911 году. Вильгельм Шюхтер дирижировал Филармоническим оркестром Дортмунда. Тереза Жилис-Гара исполнила партию Октавиана, приглашённая артистка Элизабет Грюммер — Маршальши и Курт Бёме — барона Окса. В короткой оставшейся части сезона на сцене театра были поставлены Трубадур Джузеппе Верди с Федорой Барбьери в роли Азучены, Волшебная флейта Моцарта, Художник Матис Хиндемита и Цыганский барон Иоганна Штрауса.
Первым постановками в Большом доме (нем. Großes Haus) стали Жизнь Галилея Брехта и Беккет, или Честь Божья Жана Ануя. Народный театр Ростока из ГДР, что было необычно для эпохи «железного занавеса», представил там пьесу Марат/Сад Петера Вайса.

## Руководство
Марек Яновский был генеральмузикдиректором театра с 1973 по 1979 год, затем эту должность занимали Моше Ацмон (1996-2000), Антон Марик, Артур Фаген, с 2008 по 2013 год — Як ван Стин. Филармония Дортмунда использовала Оперный театр для концертов до 2002 года. Йенс-Даниэль Херцог является директором театра с августа 2011 года.

## Мировые премьеры и репертуар
В 1967 году Вильгельм Шюхтер дирижировал на премьере оперы Илай Вальтера Штеффенса, которому город Дортмунд заказал работу по мотивам драмы Нелли Закса.
На сцене театра также прошла премьера оперы Рейнхарда Фебеля Sekunden und Jahre des Caspar Hauser в 1992 году.